# Dietrich Georg von Kieser
Dietrich Georg von Kieser (24 de agosto de 1779 – 11 de outubro de 1862) foi um magnetizador alemão, médico nascido em Harburg.

## Biografia
Dietrich Georg Kieser era filho do Pastor Christoph Ludwig Kieser e de sua Senhora Sophie von Kieser.
Após frequentar o ensino médio em sua cidade natal, Kieser em 1801 foi estudar medicina na Universidade de Würzburgo e posteriormente na Universidade de Göttingen, onde recebeu seu doutorado em 1804. E tornou-se bacharel em direito, em 1813. 
A maioria de sua carreira trabalhou como professor na Universidade de Jena, onde a partir de 1824 tornou-se professor catedrático ficando no cargo até 1862.
Nos anos 1814/15 serviu como voluntário na campanha francesa, o qual no decurso desta campanha foi promovido a oficial Coronel médico da Prússia. E neste cargo, coordenou os grandes hospitais militares em Liège. 
Depois da guerra, voltou a ensinar na Universidade de Jena, e no ano de 1824 foi promovido a professor titular de medicina.
1817 foi o ano que publicou periódicos sobre o mesmerismo, com Carlvon Eschenmayer e Christian Friedrich Nasse em  12 volumes sob o título Archiv für den thierischen Magnetismus (Arquivos para o magnetismo animal), dos quais só assumiu parte da autoria em Wartburgfest, 
Kieser foi politicamente ativo ao longo de sua carreira, abriu um ginásio, onde alunos e cidadãos da cidade se encontraram. E entre 1831 a 1847 Dietrich Kieser fez trabalhos terapêuticos em um spa na cidade de Heilbad Berka.
Enquanto trabalhava como professor na Universidade de Jena, Kieser realizava operações oftalmológicas privadas e de 1847 até 1858 foi diretor do hospital psiquiátrico em Jena.
Em 1858 foi nomeado presidente do Deutsche Akademie der Naturforscher Leopoldina.
Ele morreu em Liège no dia 11 de outubro de 1862.
O mineral sulfato de magnésio, conhecido como kieserita (é usado na produção do sal de Epsom e como um fertilizante, o uso global  anual na agricultura em meados dos anos 70 foi em torno de 2.3 milhão toneladas.) foi nomeado em sua homenagem.

### Obras escritas
- Archiv für den thierischen Magnetismus (Arquivo sobre o magnetismo animal); (1817 ff).
- Elemente der Physiatrik (Elementos do fisiatra); (1855).::: Este foi o primeiro livro ilustrado com fotografias.[9]
- Grundzüge der Anatomie der Pflanzen (esboço Geral de anatomia vegetal); (1815).
- Grundzüge der Pathologie und Therapie des Menschen (esboço Geral de patologia e terapia de humanos); (1812).
- Über die Emancipação des Verbrechers im Kerker (Sobre a emancipação do criminoso na prisão); (1845).
- Von den Leidenschaften und Affecten (1848).